# Comunitatea Economică a Statelor din Africa de Vest
Comunitatea Economică a Statelor din Africa de Vest (în engleză Economic Community of West African States, acronim ECOWAS) este o organizație interguvernamentală din Africa de Vest care a fost creată la 28 mai 1975. Este principala structură destinată coordonării acțiunilor țărilor din Africa de Vest. Scopul său principal este de a promova cooperarea și integrarea cu obiectivul creării unei uniuni economice și monetare din Africa de Vest. În 1990, puterea sa a fost extinsă la menținerea stabilității regionale odată cu crearea ECOMOG , un grup de intervenție militară care a devenit permanent în 1999. ECOWAS are astăzi 15 state membre. În 2017, PIB-ul agregat al statelor membre ale ECOWAS s-a ridicat la 565 miliarde USD.
Deși inițial rolul său era pur economic, ECOWAS a devenit rapid interesat de menținerea păcii. Este într-adevăr o condiție esențială pentru realizarea unei uniuni. În plus, ECOWAS creează infrastructuri regionale de transport și telecomunicații.
Niger, Mali și Burkina Faso anunță că părăsesc organizația pe 28 ianuarie 2024, un eveniment fără precedent de la crearea ECOWAS, susținând în special o lipsă de ajutor din partea organizației în fața terorismului și acuzând-o că se află sub influența puterilor străine.

## Istorie

### Antecedente
Uniunea vamală din Africa de Vest formată din cele patru state ale Consiliului Antantei și Mali în mai 1959 este strămoșul Comunității Economice a Statelor din Africa de Vest.

### Stabilire
În 1972, generalul Yacoubu Gowon din Nigeria și generalul togolez Gnassingbé Eyadema au propus crearea unei zone regionale de integrare economică, atrăgând atenția liderilor din regiune. Acestea oferă acest lucru între iulie și august 1973 către 12 țări din regiune.

### Primul tratat
Datorită tensiunilor dintre diferite țări, ECOWAS a decis în 1978 să adopte un protocol de neagresiune. Urmat în 1981 de protocolul de asistență pentru apărare și o declarație de principii politice în iulie 1991. Dar în 1990 a fost aplicat în practică aspectul de securitate al CEDEAO. La Conferința șefilor de stat și de guvern, s-a decis înființarea unui grup care să monitorizeze aplicarea unui încetare a focului , Comunitatea Economică a Statelor din Africa de Vest, Grupul de monitorizare a încetării focului (ECOMOG). Acest grup de supraveghere a devenit rapid o forță de intervenție și a intervenit în special în războaiele civile din Liberia , Sierra Leone și Guineea-Bissau .
În 1999, în urma diferitelor războaie civile, statele membre au decis să creeze o forță de securitate de rezervă. Această forță își păstrează denumirea de origine (ECOMOG), iar principalele sale sarcini vor fi, printre altele, observarea și supravegherea încetării focului, menținerea păcii, intervenția umanitară, desfășurarea preventivă, construirea păcii, dezarmarea și demobilizarea.